# Orestias (orchideeëngeslacht)
Orestias is een geslacht van orchideeën uit de onderfamilie Epidendroideae
Het zijn kleine terrestrische planten, sterk gelijkend op Liparis, maar met een helmknop met uit elkaar wijkende pollinia, waar die van Liparis evenwijdig naast elkaar liggen. Ze komen voor in Afrika, voornamelijk in Sao Tomé, Kameroen en Congo.

## Naamgeving en etymologie
De botanische naam Orestias is afgeleid van het Oudgriekse ὀρεστιάς, orestias (van de bergen).

## Soorten
Orestias telt vier soorten. De typesoort is Orestias elegans.
- Orestias elegans Ridl. (1887)
- Orestias foliosa Summerh. (1956)
- Orestias micrantha Summerh. (1937)
- Orestias stelidostachya (Rchb.f.) Summerh. (1937)